# Hard Corps: Uprising
Hard Corps: Uprising es un videojuego de tipo Matamarcianos en 2D desarrollado por la compañía Arc System Works y publicado por Konami. Es una precuela de Contra: Hard Corps.Es el primer juego de la saga en no llevar el nombre Contra, Kenji Yamamoto, el productor, ha dicho que la intención es hacer que Hard Corps sea una nueva línea de la Franquicia. El jugador tendrá el papel del Coronel Bahamut, junto con otros personajes principales. Konami está buscando la adición de Personajes adicionales a través de contenido de descarga o DLC. El juego fue lanzado en Xbox Live Arcade el 16 de febrero de 2011, y en el PlayStation Network el 15 de marzo de 2011.

## Historia
En el 2613, el mundo está regido por un imperio conocido como el "Commonwealth" bajo el reinado tiránico de "Tiberius". Los países vecinos han sufrido bajo la opresión del "Commonwealth" y han aumentado Fuerzas de Resistencia en todo el país. Sin embargo, Combatientes de la Resistencia que han caído en el abrumador poderío del imperio, obligando a las fuerzas de la rebelión quedar severamente disminuidas. Un grupo de soldados de rango élite de la Resistencia deberán unirse para ejecutar un plan desesperado. El líder de este grupo es el héroe de guerra Bahamut.

### Personajes
- Bahamut - Un soldado de élite de las fuerzas rebeldes de la Unión Tribu y el héroe del ejército. Actualmente se desempeña como líder del equipo a pesar de que una vez fue un soldado de élite del imperio del Commonwealth. Comparte el mismo nombre que el Coronel Bahamut, el principal antagonista de Contra: Hard Corps, pero los productores han dicho que es un Bahamut diferente. Es el equivalente de Bill Rizer de otros juegos de Contra.
- Krystal - Una soldado de élite de la tribu de la Unión, que ha demostrado ser muy hábil en la batalla a pesar de su corta edad. Ella ha estado rodeada por la guerra desde la infancia ya que sus padres fueron asesinados por los escuadrones de la muerte. Ella cree en Bahamut con todo su corazón.
- Harley Daniels - Un soldado de élite de la tribu de la Federación, que actúa junto con Bahamut. Él es un soldado veterano que respalda plenamente Bahamut y sus habilidades. A menudo busca la diversión y la belleza de la batalla, aunque no le gusta la violencia.
- Sayuri - Una viajera de Extremo Oriente, que se opone al imperio, pero no pertenece a ninguna tribu en particular. Ella posee una gran habilidad en la batalla que compite con Bahamut. ¿Cuáles son sus razones para trabajar con él ...?
- Leviathan - Un soldado de élite de la Comunidad y un miembro del escuadrón de la muerte que venera a Tiberius en gran medida y jura su lealtad al Imperio. Él tiene un odio despiadado por su antiguo camarada Bahamut, después de su deserción del Imperio.
- Tiberius - El jefe de la Commonwealth se hace llamar el "Emperador" y ha construido su imperio con la invasión de países vecinos. Organizó su escuadrón de la muerte para erradicar a los ejércitos enemigos.
- Geo Mandrake - Un científico de élite de la Comunidad que trabaja en un centro de investigación de armas secretas y se une a Bahamut con el fin de proteger a su esposa e hija de la tiranía del imperio.

## Jugabilidad
Uprising cuenta con dos modos de juego principales, Rising y Arcade. En el modo Rising, los jugadores pueden acumular puntos a lo largo de los niveles que se utilizan para comprar varias mejoras y personalizaciones de armas, armaduras y habilidades del Personaje. Este modo también cuenta con una barra de salud, al igual que la versión japonesa de Contra: Hard Corps, que permite al jugador tener más de un golpe antes de perder una vida. El Modo Arcade es un modo de juego más difícil en el que las tiendas de power-up se eliminan.
Muchos movimientos nuevos se han añadido . El personaje puede Deslizarse, en el aire, doble salto y desviar los proyectiles enemigos reenviándolos de nuevo. Movimientos adicionales también se pueden comprar en el modo de Rising.
Las armas incluyen el Rifle estándar, la Ametralladora, la "Spread Shot", la "Crush gun" (dispara de granadas en arco), la "Heat Gun" (Disparo de grandes llamas de fuego) y el "Chain Laser" (caza los blancos enemigos). Al igual que en Contra III: The Alien Wars , el jugador puede llevar dos armas y cambiar entre ellas en cualquier momento. Mediante la recopilación de la misma arma en varias ocasiones el jugador mejorara su tasa de disparo y su poder. Otras mejoras de armas están disponibles también en el modo rising.

## Música
La banda sonora del juego está compuesta por Daisuke Ishiwatari , que es bien conocido en la composición de partituras musicales en Guilty Gear, BlazBlue: Calamity Trigger y también de BlazBlue: Continuum Shift.

## Recepción
Herman Exum de Popzara expresaron sentimientos encontrados acerca de Arc System Works "de la revisión visual estilo anime, elogiando el Artwork al tiempo que criticaba el carácter de los detalles de los Fondos. "Es una pena que este nivel de detalle gráfico no siempre se extiende a los fondos ya que mucha de la gama de niveles de aceptable a suave, con una clara falta de personalidad que es también, por desgracia, un elemento básico de lo que hacen." Sin embargo, recomendó el juego, sobre todo a los aficionados se preocupaba demasiado podrían perderse la nueva interpretación de Konami de la serie, diciendo que "si su devoción a la saga Contra es fuerte y fiel, pero lo suficientemente dispuesto como para aceptar el nuevo rumbo de la franquicia, "Probablemente se dará cuenta que el cambio podría ser una buena razón para este arquetípico aún envejecido Linaje"